# Берт Рутан
Ельберт Леандер «Берт» Рутан (17 червня 1943) — американський аерокосмічний конструктор відомий створенням оригінальних легких, незвичних на вигляд та енергоефективних літальних апаратів. Він розробив літак Voyager, який вперше пролетів навколо земної кулі без зупинок чи дозаправки, а також суборбітальний літак SpaceShipOne, який у 2004 році здобув премію Ansari X Prize як перший недержавний космічний корабель, що двічі вийшов у космос протягом двох тижнів. 
У Національному музеї авіації і космонавтики США представлено три літальні апарати конструкції Берта Рутана: Voyager, Quickie та VariEze.
Берта Рутана називають «другим справжнім новатором» в аерокосмічних матеріалах та ставлять у один ряд із Гуго Юнкерсом, який запровадив будівництво металевих літаків.

## Проєкти авіаційних і космічних апаратів

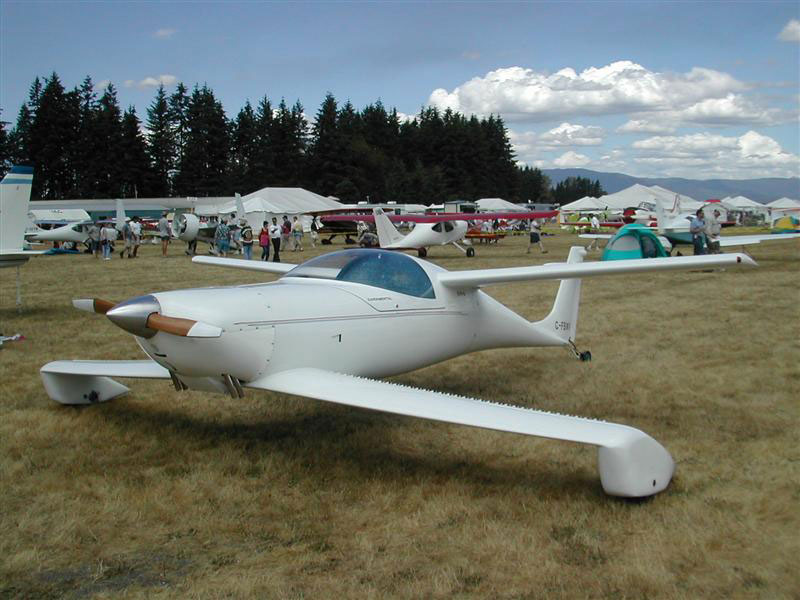
«Квікі» Берта Рутана

- VariViggen і VariViggen SP
- VariEze[en] і Long-EZ
- Ames AD-1
- Defiant[en]
- Quickie[en]
- Amsoil Biplane Racer
- Grizzly
- Fairchild NGT Demonstrator
- Voyager
- Solitaire[en]
- Catbird
- Lotus Microlight
- Beech Starship POC
- Predator
- ATTT
- Triumph
- CM-44
- ARES
- Pond Racer[en]
- Boomerang[en]
- Proteus[en]
- Virgin Atlantic GlobalFlyer
- SkiGull

### Космічні кораблі

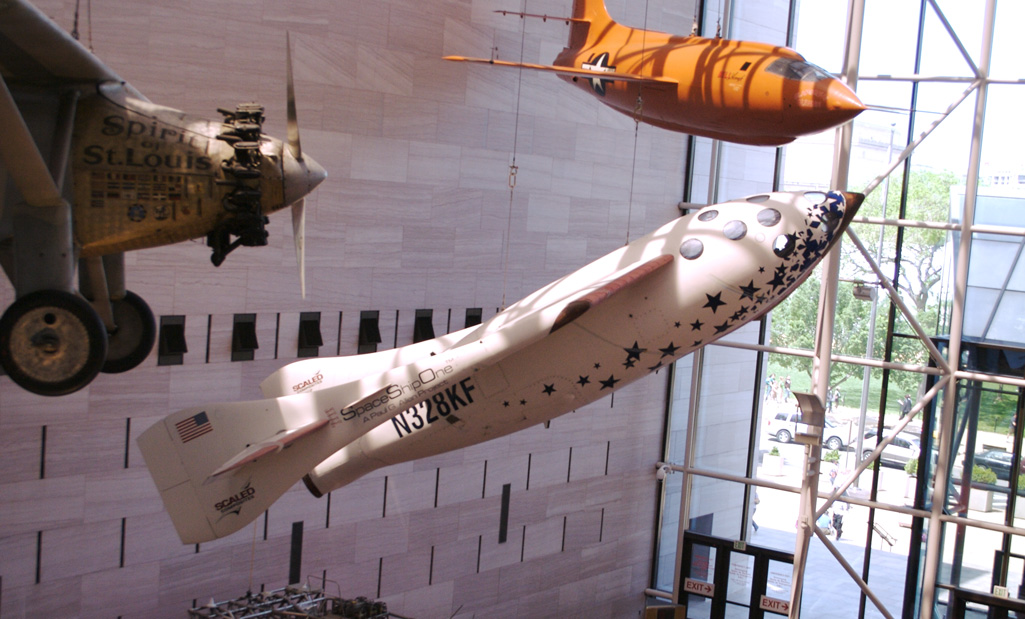
Національний аерокосмічний музей (Вашингтон) (:en) — космоплан SpaceShipOne

- SpaceShipOne
- SpaceShipTwo